# St. Bonifatius (Leipzig)

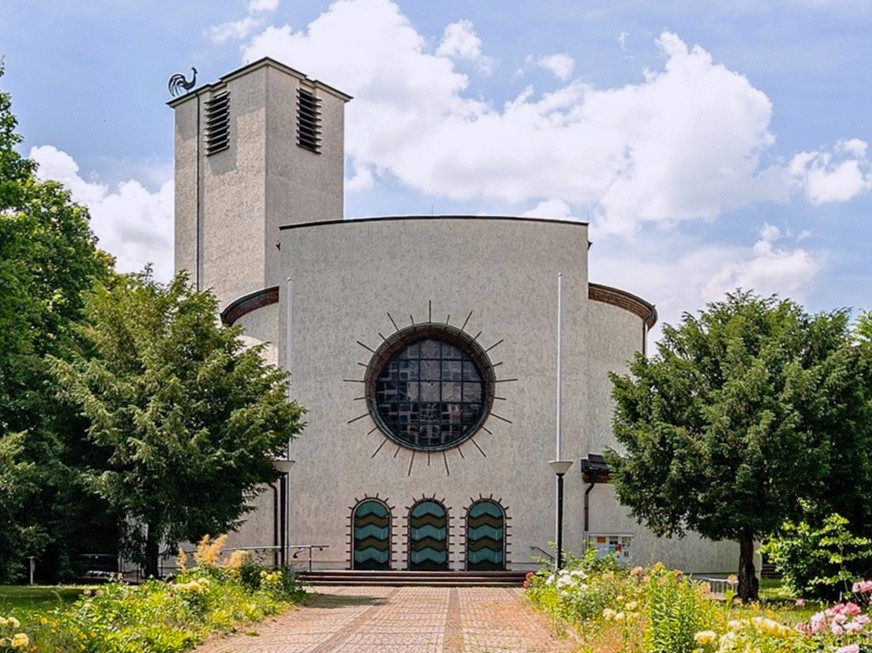
St. Bonifatius (2021)

Die St.-Bonifatius-Kirche (Kaufmanns-Gedächtniskirche St. Bonifatius) in Leipzig-Connewitz ist die  Pfarrkirche der katholischen Pfarrei St. Bonifatius Leipzig-Süd im Dekanat Leipzig.
Die Kirche im Stil des Art déco wurde 1929/30 vom Katholischen Kaufmännischen Verein – dem heutigen Verband der Katholiken in Wirtschaft und Verwaltung – als Gedächtniskirche für die 1500 im Ersten Weltkrieg gefallenen katholischen deutschen Kaufleute errichtet und gehört zu den wichtigsten katholischen Kirchenbauten in Deutschland zwischen den Weltkriegen. Die Kirche steht unter Denkmalschutz.

## Lage und Zugehörigkeit
Die Bonifatiuskirche befindet sich am südlichen Ende der Biedermannstraße am Rand des alten Dorfkerns von Connewitz. Sie steht etwa 35 Meter von der Straße entfernt in einem begrünten Grundstück. Ihr nördlicher Nachbar ist das 1931 entstandene und im Baustil angepasste St. Elisabeth-Krankenhaus. Der Eingang der Kirche weist nach Ostnordost, sie ist also nicht geostet.
Seit dem 20. Januar 2019 ist sie die Pfarrkirche der neugegründeten katholischen Pfarrei St. Bonifatius Leipzig-Süd im Bistum Dresden-Meißen, welche durch die Zusammenlegung der bisher eigenständigen Pfarreien St. Bonifatius Leipzig-Süd und St. Peter und Paul Markkleeberg entstand. Die Pfarrei umfasst nun neben den Leipziger Ortsteilen  Südvorstadt, Connewitz, Marienbrunn, Lößnig und Dölitz auch die Städte im Süden von Leipzig. In Böhlen, Markkleeberg, Pegau und Zwenkau befinden sich weitere Kirchen, welche zur Pfarrei gehören.

## Geschichte
Der Katholische Kaufmännische Verein beschloss 1924 den Bau einer Kaufmanns-Gedächtniskirche für die im Ersten Weltkrieg gefallenen katholischen Kaufleute. Nach einem 1928 ausgeschriebenen Architektenwettbewerb wurde festgelegt, den Vorschlag des Drittplatzierten, Theo Burlage (1894–1971), zu realisieren. Der erste Preis bei 240 Einsendungen ging an Adolf Muesmann (1880–1956), der zweite gemeinsam an Michael Kurz (1876–1957) und Hans Döllgast (1891–1974). Es war für den jungen Architekten Burlage die erste große Aufgabe und wurde zugleich sein Hauptwerk. Die Innenausstattung wie die Heiligenfiguren aus Terrakotta schufen die Frankfurter Künstler Albert Burges und Wolfdietrich Stein (1900–1941), die runden Bleiglasfenster und das in der Taufkapelle stammen von Theo M. Landmann (1903–1978).
Die Kirche wurde am 19. Januar 1930 durch Bischof Christian Schreiber geweiht.
1935 baute die Dresdner Firma Jehmlich die Orgel ein, die 1902 für die Dresdner Andreaskirche entstanden war, und erweiterte sie 1938 um sechs Register. Im Jahr 2005 wurde sie von Orgelbaumeister Gerd-Christian Bochmann aus Kohren-Sahlis überholt. Die Kirche hat vier Glocken, die in den Jahrzehnten nach dem Zweiten Weltkrieg beschafft wurden.
Im Zweiten Weltkrieg wurden die Bleiglasfenster bis auf das über dem Portal zerstört. 1968/69 wurde der Innenraum nach den neuen liturgischen Richtlinien des Zweiten Vatikanischen Konzils umgestaltet. Der Altartisch wurde den Gläubigen zugewandt und der Tabernakel in den Turmbereich umgesetzt, wo die Figur des toten Soldaten in die Erde versenkt wurde. In den 1960er Jahren kamen auch die von Friedrich Press (1904–1990) gestalteten Kreuzwegfiguren in die Kirche.
Mitte der 1990er Jahre wurde die Kirche äußerlich renoviert, und die Bleiglasfenster wurden in ihrer Originalität wieder hergestellt. In der Sanierung 2003–2005 geschah eine Überarbeitung des Innenraums. Dabei wurden der Altarbereich in der jetzigen Form und die Bankanordnung gestaltet. Eine Glaswand teilt den Eingangsbereich von der Rotunde und leitet die Besucher in die Gänge zwischen den Bankreihen. Die Orgelempore wurde leicht rückgebaut und offener gestaltet, wodurch das Bonifatiusfenster besser zur Geltung kommt.

## Baubeschreibung

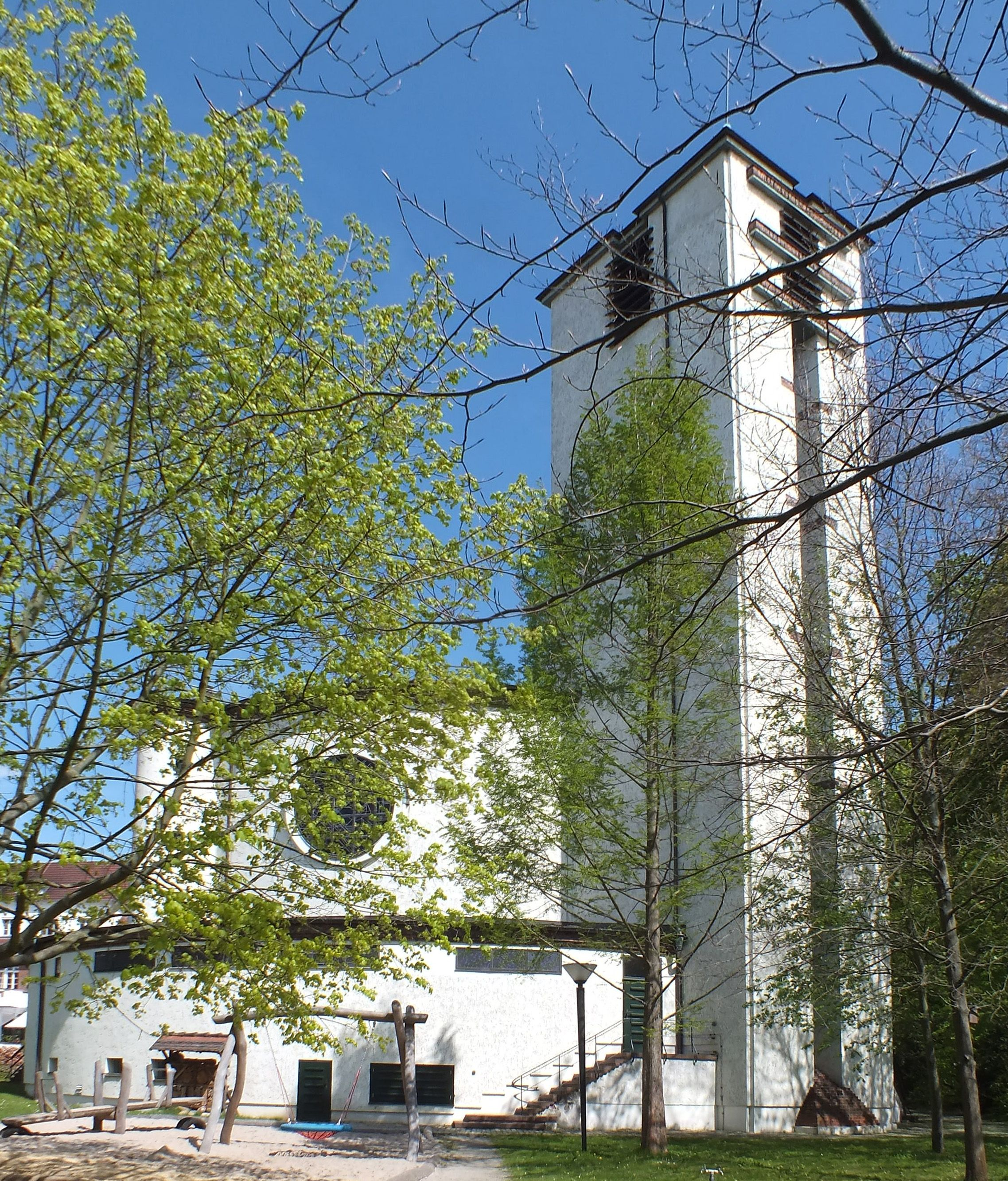
Die Kirche von Westen

Der zentrale Baukörper der Kirche ist eine Rotunde von 23 Metern Durchmesser und 12 Metern Höhe mit einem flachen Blech-Kegeldach. Diese ist umgeben von einem ringförmigen, etwa vier Meter breiten Baukörper, der im Inneren in verschiedene Räume geteilt ist (Sakristei, Taufkapelle, Marienkapelle, Bonifatiuskapelle (auch Werktagskapelle)). Um etwa 120 Grad gegen den Eingang versetzt, nimmt der Ring ebenfalls den 27,5 Meter hohen rechteckigen Glockenturm auf, der auf einer Ecke als Wetterfahne einen Hahn trägt und im Inneren der Kirche durch eine mit Pfeilern bestandene 12 Meter hohe Öffnung zugänglich ist.
Im Eingangsbereich der Kirche mit drei Rundbogentüren steigt der Umgebungsring zu der Höhe der Rotunde auf und enthält im Inneren dort die Orgelempore. Über dem Eingang und auf der gegenüberliegenden Seite in der Rotunde befinden sich runde Bleiglasfenster von 3,80 bzw. 2,90 Meter Durchmesser, während der Ring flache Fensterbänder aufweist. Die hellen Außenputzflächen der Kirche tragen Reibeputz (Münchner Rauputz). Portale und Fenster sind mit Klinkern eingefasst, die am großen Rundfenster eine Strahlensonne symbolisieren.

## Ausstattung

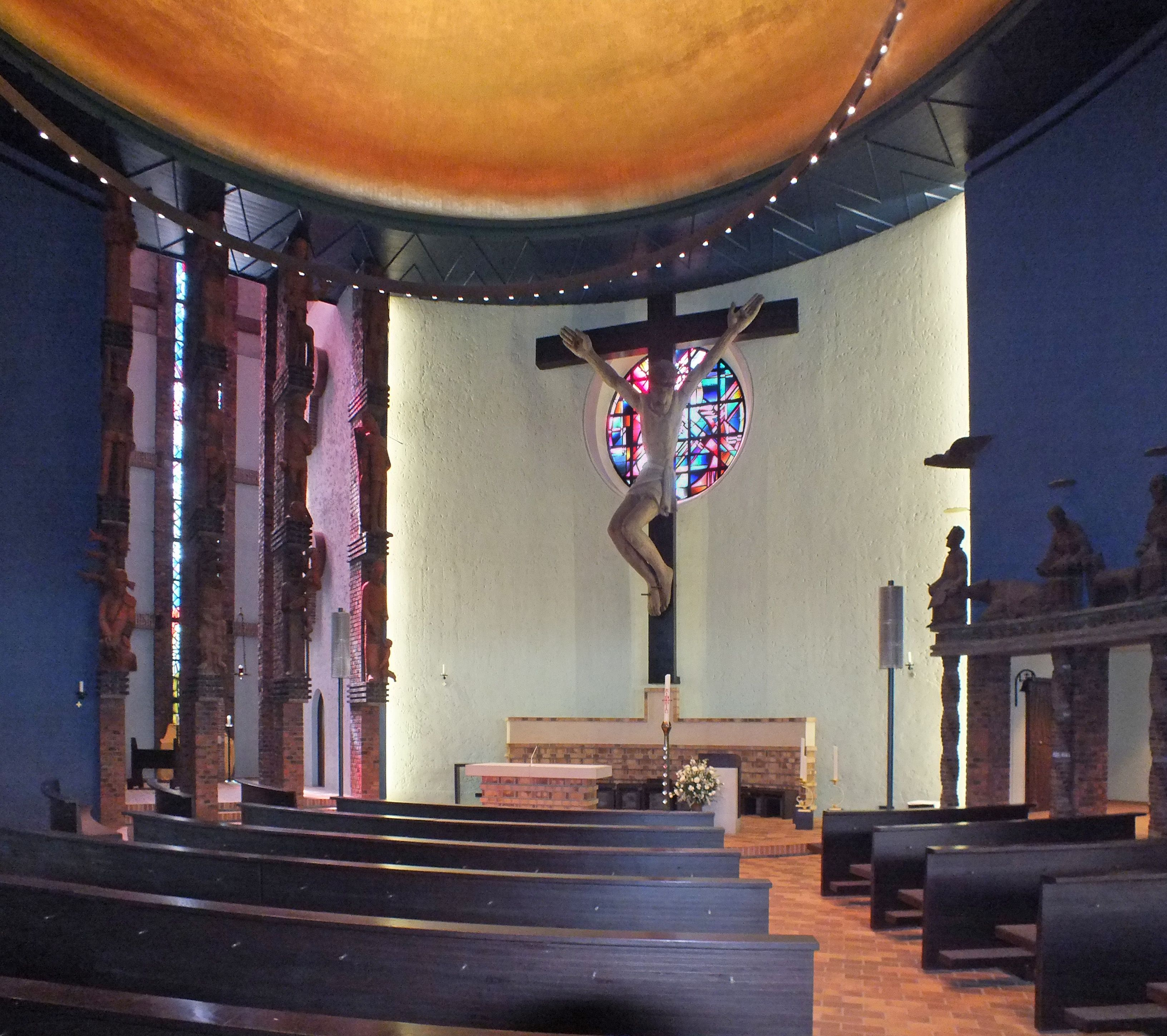
Der Kirchenraum
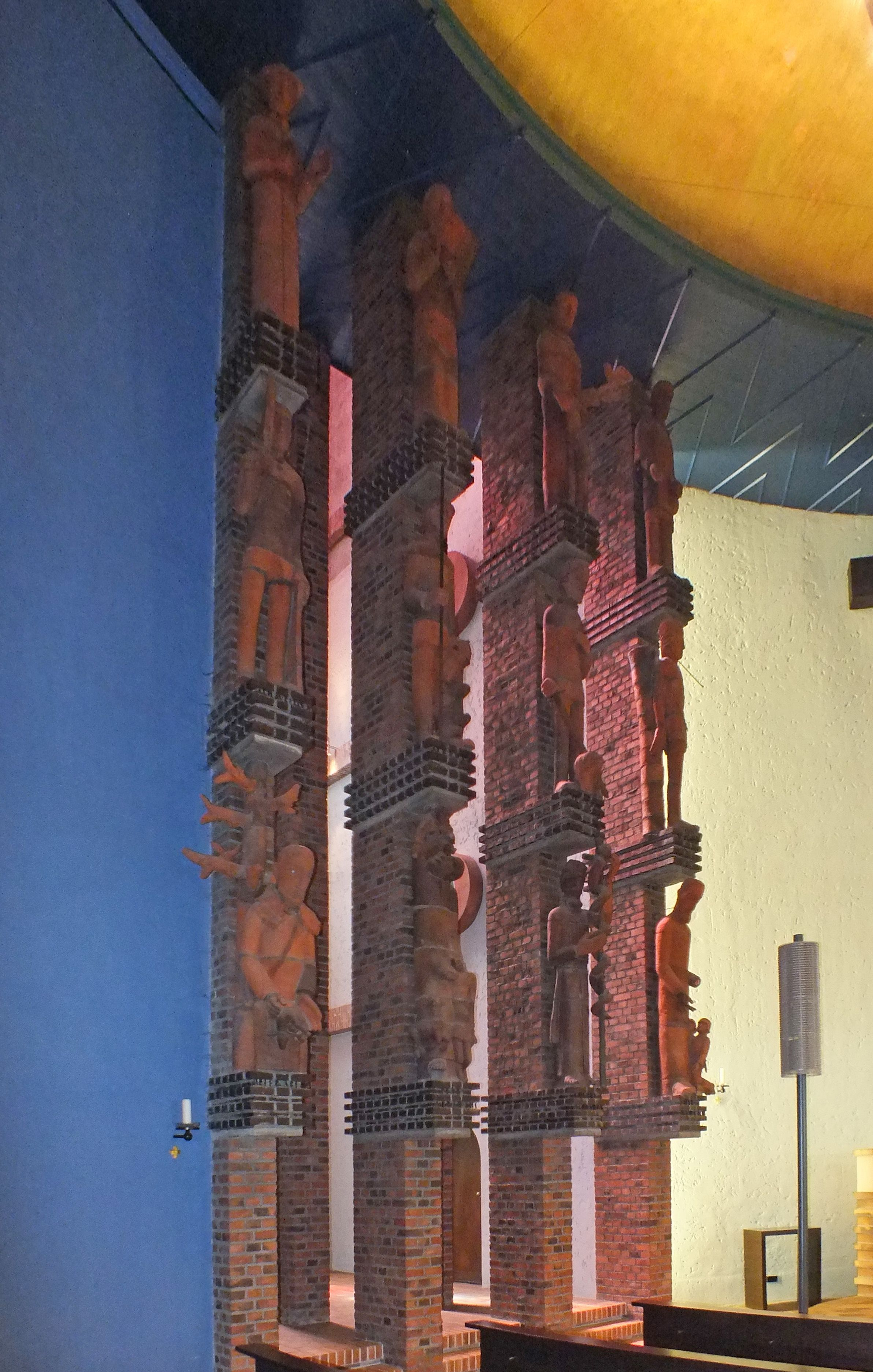
Pfeilerwand zum Turm
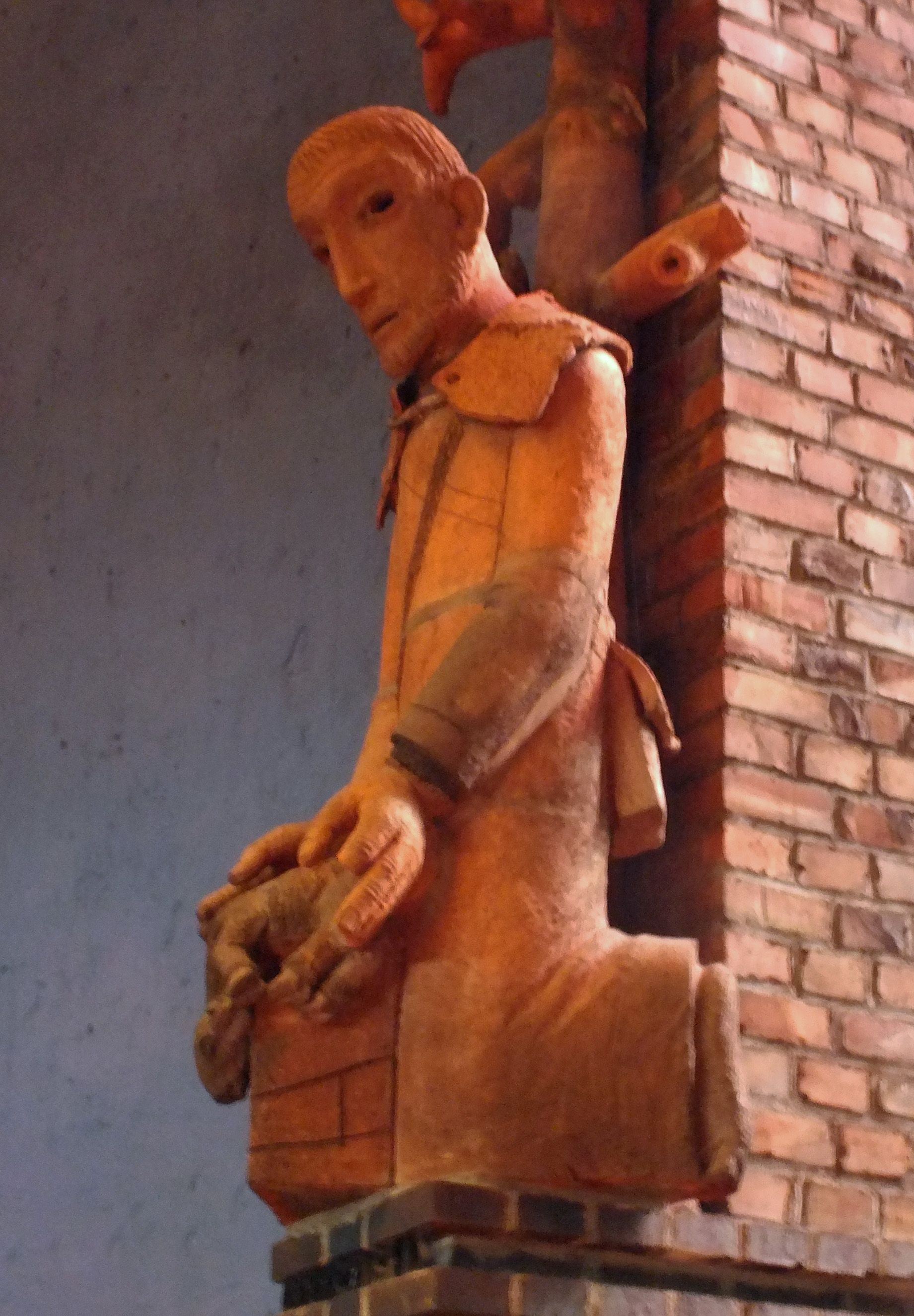
Pfeilerfigur Abel

Die Rotunde weist im Inneren außer der hellen Altarwand eine blaue Wandfarbe und eine vergoldete flache Kuppel auf. Die in Kreisbögen angeordneten Bänke fokussieren auf den Altarbereich, der von einem nahezu raumhohen Kreuz vor dem Bleiglasfenster beherrscht wird. Davor stehen auf dem elliptisch gestalteten Podest Altartisch und Ambo in den beiden Brennpunkten der Ellipse gleichberechtigt nebeneinander.
Eine Dominante in der Kirche sind die zahlreichen Terrakotta-Figuren von Albert Burges und Wolfdietrich Stein. Die vier quadratischen Pfeiler am Turmzugang links vom Altar tragen übereinander jeweils drei große Figuren aus der Bibel und der Kirchengeschichte. Die untere Reihe bilden Abel, Abraham, Mose und Melchisedek. In der mittleren Reihe stehen die Märtyrer Mauritius, Georg, Viktor und Sebastian sowie in der oberen Reihe die Kirchenlehrer Petrus Canisius und Albertus Magnus, der Ordensgründer Franz von Assisi und der Wohltäter Homobonus von Cremona. In der Mitte des Turmraumes, ehemals Kriegergedächtnisraum, steht der Tabernakel vor dem 22 Meter hohen Bleiglasfenster mit dem betrauerten, von Engeln emporgehobenen toten Soldaten, sechs Heiligen und der Gottesmutter Maria.

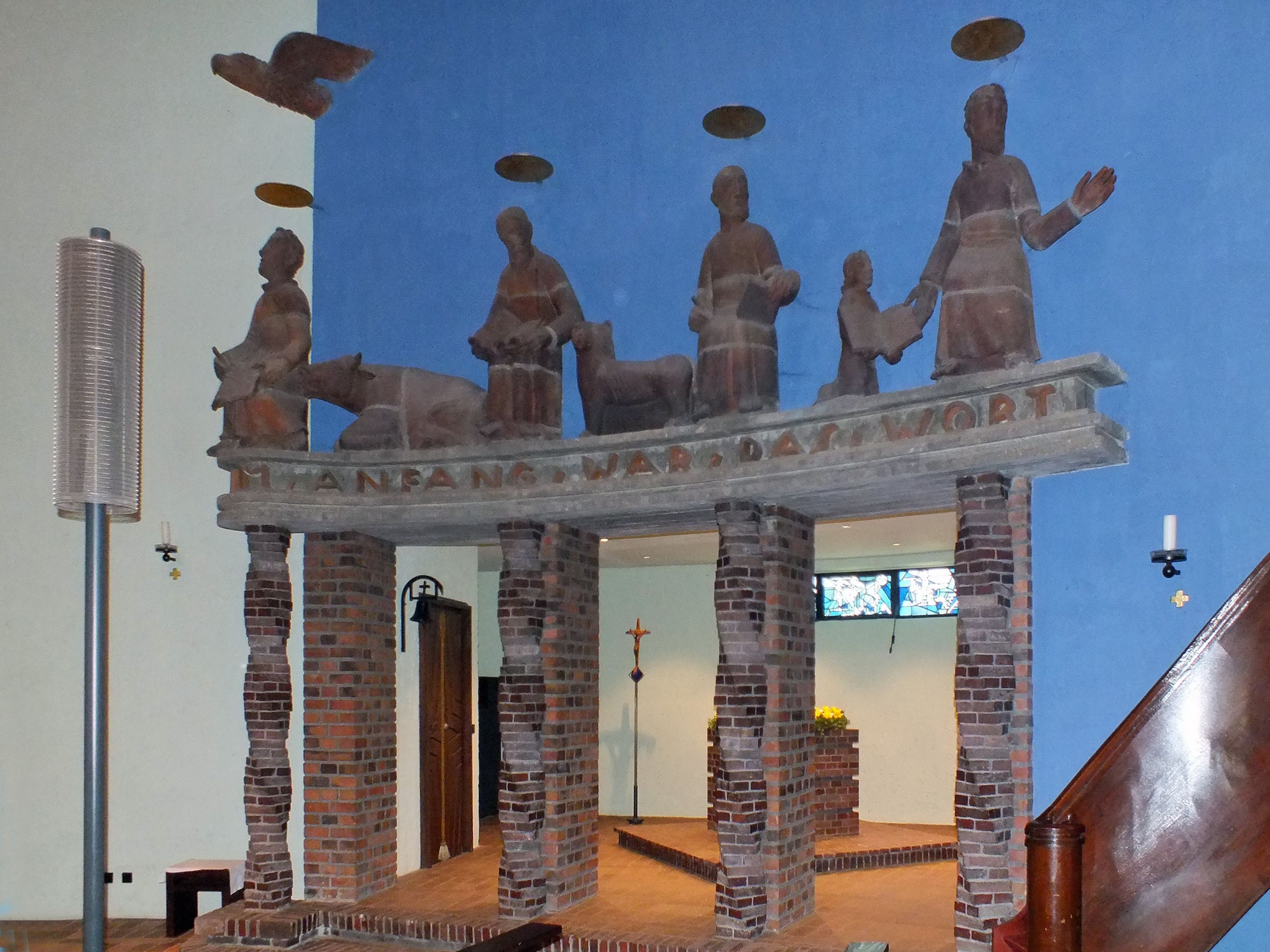
Die Taufkapelle
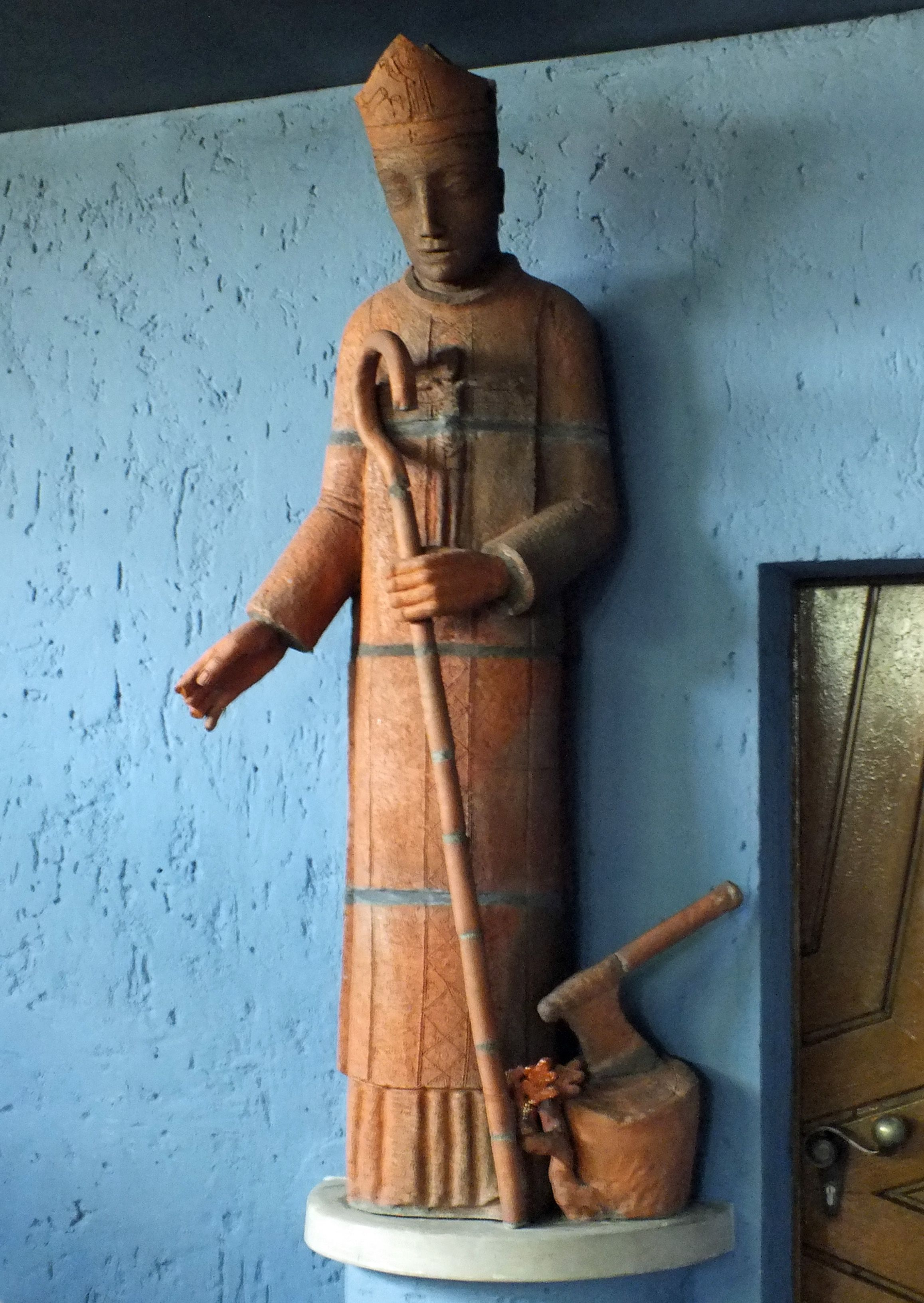
Die Bonifatiusfigur
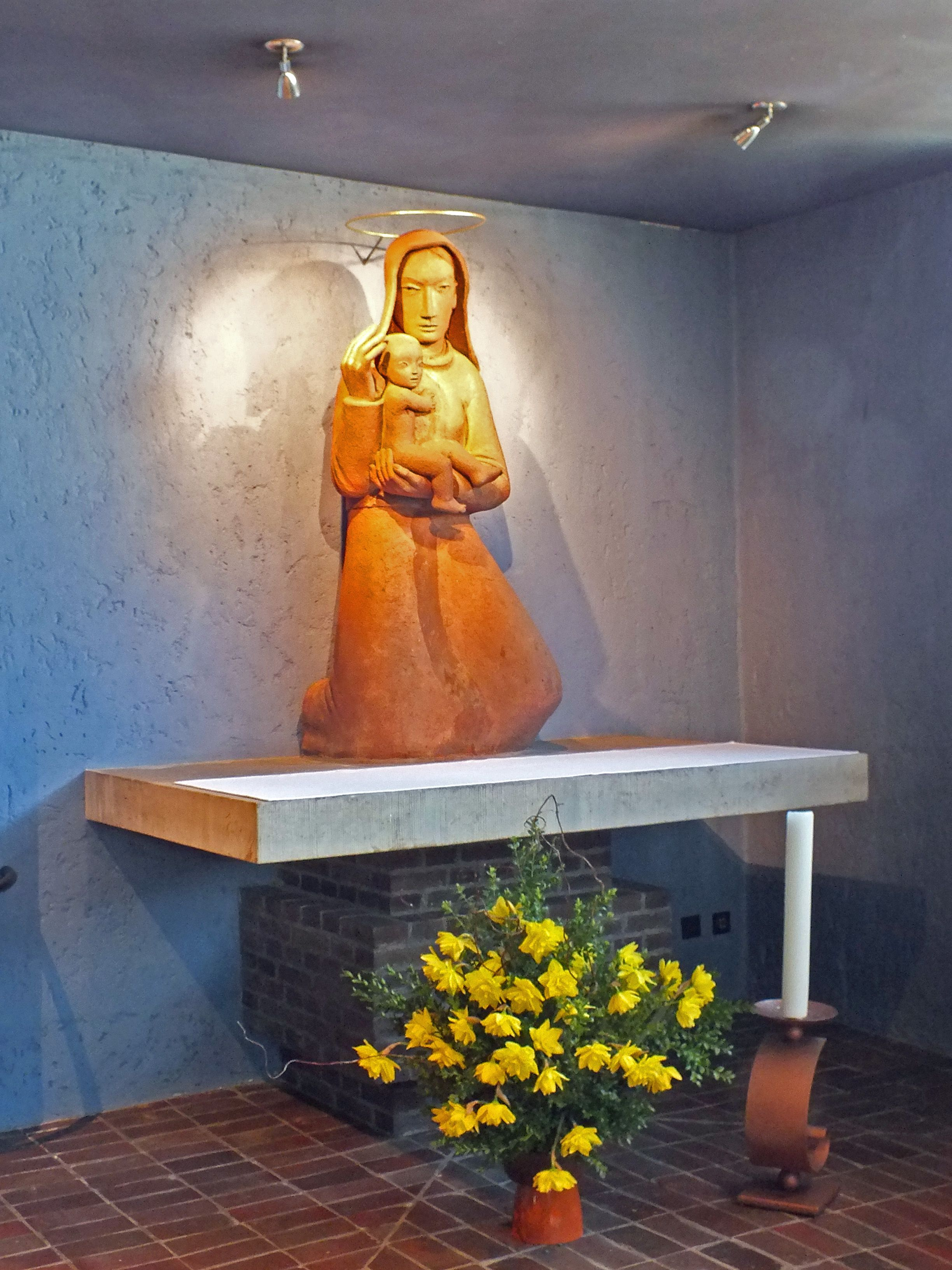
Der Marienaltar

Rechts vom Altar befinden sich auf dem von gemauerten Klinkerstützen getragenen Architrav am Zugang zur Taufkapelle Terrakotta-Sitzfiguren der vier Evangelisten mit ihren Symbolen. Im Architrav steht „Im Anfang war das Wort“. Das in Blautönen gehaltene dreiteilige Bleiglas-Fensterband der Kapelle behandelt das Thema der Taufe. Der würfelartige, aus Klinkern gemauerte Taufstein enthält eine Kupferschale von 84 cm Durchmesser mit einem Kugelknaufdeckel.
In der Bonifatiuskapelle steht eine Terrakottafigur des Heiligen mit charakterisierendem Beil und Eichenstumpf. Die Marienkapelle enthält eine Marienstatue. Die Kreuzwegstationen, ebenfalls in kleinen Terrakottafiguren gestaltet, befinden sich auf den Fenstergesimsen der Marien- und der Bonifatiuskapelle.
Die Orgelempore beherrscht das Bleiglasbild des heiligen Bonifatius in vorwiegend Rot- und Gelbtönen.

## Orgel
Die Orgel mit 21 Registern auf zwei Manualen und Pedal wurde mit ursprünglich 13 Registern 1902 für die Dresdener Andreas-Kirche (Interimskirche) erbaut und 1934 nach St. Bonifatius umgesetzt. Bei Sanierungen 1938, 1978 und 2019/2020 wurde sie um insgesamt 9 Register erweitert. Die Disposition von 2020 ist die folgende:
| I. Manual |              |      |
| 1.        | Prinzipal    | 8’   |
| 2.        | Rohrflöte    | 8’   |
| 3.        | Oktave       | 4’   |
| 4.        | Nachthorn    | 4’   |
| 5.        | Oktave       | 2’   |
| 6.        | Superquinte  | 1/3’ |
| 7.        | Mixtur 4fach |      |

| II. Manual |                    |     |
| 08.        | Bordun             | 16' |
| 09.        | Gedackt            | 08’ |
| 10.        | Quintatön          | 08’ |
| 11.        | Geigenprinzipal    | 08’ |
| 12.        | Rohrflöte          | 04’ |
| 13.        | Fugara             | 04’ |
| 14.        | Waldflöte          | 02’ |
| 15.        | Sesquialtera 2fach |     |
| 16.        | Scharff 4fach      |     |
| 17.        | Tremulant          |     |

| Pedal |            |     |
| 18.   | Subbass    | 16’ |
| 19.   | Echobaß    | 16’ |
| 30.   | Oktavbaß   | 08’ |
| 21.   | Choralbass | 04' |

Pedalkoppeln I und II, Manualkoppel II–I, Schwelltritt für II